# Changhe Q25

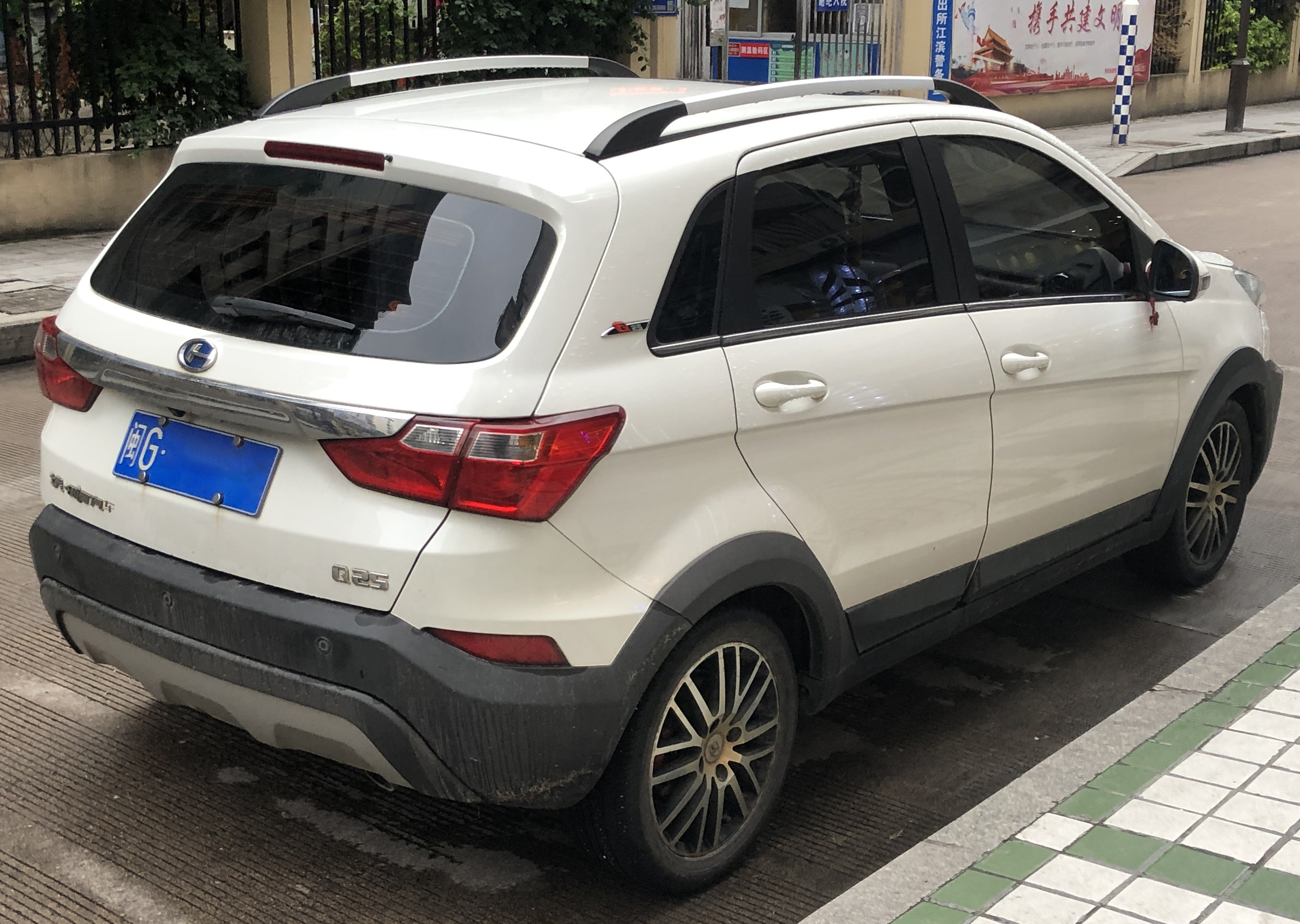
Вид сзади

Changhe Q25 — субкомпактный кроссовер производства компании Changhe. После Freedom/Furuida M50, это второй автомобиль, выпущенный под управлением BAIC.

## Описание
Changhe Q25, впервые представленный в 2015 году в Гуанчжоу, был разработан на той же платформе, что и Senova X25. Ценовой диапазон варьировался от 55900 до 76900 юаней.
Автомобиль оснащался рядными четырёхцилиндровыми двигателями объёмом 1,3—1,5 л. Коробка передач — пятиступенчатая механическая или автоматическая. Привод — передний.
В 2019 году Changhe Q25 был снят с производства.